# Boeing X-32
Boeing X-32 — американський експериментальний літак, розроблений компанією Boeing за програмою створення перспективного багатоцільового винищувача.

## Льотно-технічні характеристики

### Технічні характеристики[1][2]
- Екіпаж: 1 людина
- Довжина: 13,6 м
- Розмах крила: 10,97 м (9,15 для літака з ВВП)
- Площа крила: 55 м²
- Маса:
  - Порожнього: 10200 кг (10 886)
  - Максимальна злітна маса: 22700 кг (27 200)
  - Маса палива: 6803 кг (7700)
- Двигун:
  -  Тип двигуна: турбореактивний двоконтурний з форсажною камерою
  - Модель: Pratt & Whitney F119
  - тяга:
    - Максимальна: 1×10500 кгс
    - На форсажі: 1×15876 кгс

  - Маса двигуна: ~1775 кг

### Льотні характеристики
- Максимальна швидкість: 1570 км/год (1,48 М)
- Дальність польоту:
  - Максимальна: 2200 км
  - Бойовий радіус: 1100 км
- Навантаження на крило:
  - При максимальній злітній масі: 413 кг/м²
- Тягооснащеність:
  - При максимальній злітній масі: 0,7

### Озброєння
- Гарматне: 20-мм авіаційна гармата M61 Vulcan
- Бойове навантаження: 5900–7700 кг
- Точки підвіски:
  - Внутрішні: 4
  - Зовнішні: 2